# ウミト・オザト
ウミト・オザト（Ümit Özat、1976年10月30日 - ）は、トルコの元サッカー選手。元トルコ代表。ポジションはディフェンダー。

## 来歴
2000年にトルコ代表デビュー。2002 FIFAワールドカップのメンバーにも選ばれ、グループステージ2試合に出場した。2005年までに41試合に出場、1得点をあげた。

## 代表歴

### 出場大会
- トルコ代表
  - 2002 FIFAワールドカップ

### 試合数
- 国際Aマッチ 41試合 1得点（2000年-2005年）[1]

| トルコ代表 | 国際Aマッチ | 国際Aマッチ |
| 年         | 出場        | 得点        |
| ---------- | ----------- | ----------- |
| 2000       | 1           | 0           |
| 2001       | 9           | 0           |
| 2002       | 8           | 0           |
| 2003       | 0           | 0           |
| 2004       | 13          | 1           |
| 2005       | 10          | 0           |
| 通算       | 41          | 1           |